# Olympique Alès
L'Olympique Alès és un club de futbol francès, amb seu a la comuna d'Alès. Fou fundat l'any 1923. Juga actualment al Championnat National 3, la cinquena divisió del sistema de lliga francesa de futbol. El club en el passat havia jugat durant sis temporades a la Ligue 1.

## Palmarès
- Campió de França D2: 1957
- Campió de França D2-Sud, predecessor de la Ligue 2: 1934
- Vicecampió de França D2: 1947
- Semifinalistes de la Copa de França: 1987 (eliminats pel Girondins de Bordeus 0–0, 2–2)